# Isen brydes
Isen brydes er en dansk dokumentarfilm fra 1947, der er instrueret af Jørgen Roos efter manuskript af Albert Mertz.

## Handling
Isbryderens kamp mod isen og et indblik i isbrydningstjenestens organisation. Man følger Storebjørns redning af en damper ved den norske kyst, hvorefter isbryderen fører en konvoj af kulskibe til København. Filmen er optaget i vinteren 1946-47.